# Theodor Adorno
Theodor Wiesengrund Adorno (Frankfurt am Main, 1903. szeptember 11. – Visp (Wallis kanton, Svájc), 1969. augusztus 6.) német filozófus, zeneesztéta, a marxizmushoz közel álló frankfurti iskola képviselője.

## Élete
Szülei Oscar Alexander Wiesengrund zsidó borkereskedő és Maria Calvelli-Adorno korzikai énekesnő. Filozófiából doktorált a frankfurti egyetemen, itt ismerkedett meg Max Horkheimerrel és Walter Benjaminnal, akik fontos szellemi társak maradtak életében. A húszas években több hosszú látogatást tett Bécsbe, ahol Alban Bergnél tanult zeneszerzést, illetve két évig az Anbruch c. zenei folyóiratot szerkesztette. (Ekkoriban már a modern zene kíméletlen kritikusaként tartották számon – sokat elárul, hogy egyik cikkírói álneve a „Hektor Rottweiler” volt.) 1931-ben habilitált Bécsben egy Kierkegaard-ról írt dolgozattal, majd a frankfurti egyetemen kezdett filozófiát tanítani, egészen Hitler hatalomra kerüléséig.
A nemzetiszocializmus térhódítása miatt az iskola más tagjaival együtt a harmincas években kénytelen Amerikába menekülni. 1945 után visszatér Nyugat-Németországba. A frankfurti egyetemen tanít haláláig.

## Filozófiája

Német emlékbélyeg Adorno születésének 100. évfordulójára

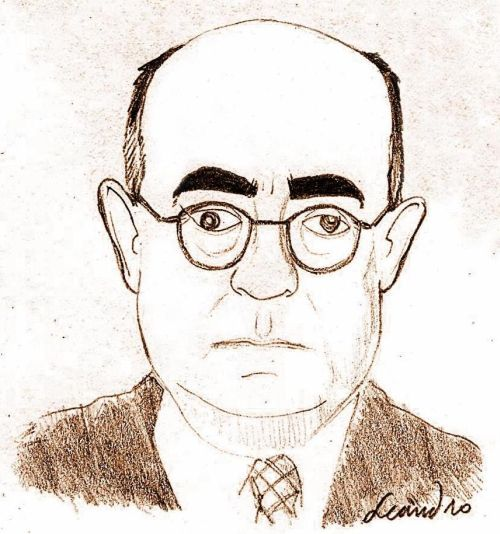
Leandro Gonzalez de Leon rajza

A még Amerikában Max Horkheimerrel közösen írt A felvilágosodás dialektikája c. könyvében (1947) az ész hatalmát a világ fogalmakon keresztül történő megismerésében és uralmában látja, a mítoszból való átfordulásként a racionalitásba, amelynek ára azonban az elidegenedés: az ember felett saját viszonyai is objektív uralomra tesznek szert, így a felvilágosodás mitológiába fordul vissza. Az embert a természet feletti uralma egyben alárendelt helyzetbe is szorítja, amennyiben a természet leigázására felhasznált eszközei és viszonyai önálló hatalomként lépnek fel. Később A negatív dialektikában (1966) a Hegel által felállított dialektikus elvek totalitásigényének feladását szorgalmazza. A szintézis nem szünteti meg az egyedi és az általános között feszülő ellentmondást; feladása megmenti az egyént és szubjektivitását mivel tiszteletben tartja az egyedit és azt a tényt, hogy az egyedi lényege az a vonás, melyben különbözik az általánostól.
Munkásságának másik fontos területe az esztétika, mely egyenesen következik az egyediről vallott nézeteiből. A modern művészet éppen azt a nem-azonosságban egyediben gondolkodást tükrözi, melyet a negatív dialektika sugall. A műalkotások gyakorlatilag végtelen értelmezhetőségének lehetősége bizonyítja a bennünk megtalálható nem-azonos létét: teljes megértésük pedig ellenkezőleg az általánosban a mindenki számára azonosképp értelmezhetőben rejlene. A modern művészet általános elleni törekvése egyben az ember egyediségének felismeréséhez is hozzásegíthet.

## Magyarul megjelent kötetei
- Zene, filozófia, társadalom. Esszék (ford. Tandori Dezső, Horváth Henrik, Barlay László; vál., előszó Zoltai Dénes) Budapest, Gondolat, 1970
- A társadalmi tényről; vál., ford. Léderer Pál / Theodor Wiesengrund Adorno: Bevezetés Émile Durkheim "Szociológia és filozófia" című művének német kiadásához; ford. Balázs István; Kossuth, Budapest, 1972 (Szociológiai füzetek)
- Theodor Wiesengrund Adorno–Hanns Eisler: Filmzene; ford. Báti László; Zeneműkiadó, Budapest, 1973
- A televízió, mint ideológia. Prológus a televízióhoz; ford. Bendl Júlia; TK, Budapest, 1980
- Írások a magyar zenéről; gyűjt., ford., jegyz. Breuer János; Zeneműkiadó, Budapest, 1984
- Wagner; ford. Endreffy Zoltán; Európa, Budapest, 1985 (Mérleg) ISBN 963-07-3692-6
- A művészet és a művészetek. Irodalmi és zenei tanulmányok. Felsőoktatási tankönyv; vál., szerk. Zoltai Dénes, ford. Bán Zoltán András et al.; Helikon, Budapest, 1998 (Helikon universitas. Irodalom- és zenetudomány) ISBN 963-208-529-9
- Max Horkheimer–Theodor W. Adorno: A felvilágosodás dialektikája. Filozófiai töredékek (jav. kiad.; Bayer József, Geréby György, Glavona Zsuzsa, Mesterházi Miklós, Vörös T. Károly), Atlantisz Könyvkiadó, Budapest, 2011 (Kísértések) ISBN 9789639777149
- Az új zene filozófiája; ford. Csobó Péter György; Rózsavölgyi, Budapest, 2017 ISBN 9786158007115
- Mahler. Egy zenei fiziognómia; ford. Weiss János; Rózsavölgyi, Budapest, 2018 ISBN 9786158007160
- Moments musicaux: újraközölt tanulmányok 1928–1962; ford. Weiss János, Csobó Péter György, utószó Weiss János; Rózsavölgyi, Budapest, 2024

### Egyéb írások
- Bevezetés; Szociológia és empirikus kutatás; A társadalomtudományok logikájáról; Az elmélet és az empíria viszonya a szociológiában. In: Papp Zsolt (szerk.): Tény, érték, ideológia. Budapest, Gondolat, 1976
- A félműveltség elmélete. In: Wessely Anna (szerk.): A kultúra szociológiája. Budapest, Osiris-Láthatatlan Kollégium, 2003
- Esztétikai előadások. In: Magyar Filozófiai Szemle, 2009/1-2. szám